# Asalvo
Asalvo SL es una compañía española dedicada al diseño y fabricación de productos para la infancia como cochecitos de bebés, sillas de coche,  cunas, tronas, hamacas y otros productos de puericultura y maternidad
Sus productos están disponibles en más de 30 naciones. Emplea a más de 500 personas que trabajan tanto en su sede principal en España como en  sus diferentes plantas de fabricación  y departamentos de comercialización en otros países.
Estar Asalvo, SL es un grupo formado por las marcas: Asalvo, Boop, Bebe Actual, First Step, y Asalvo Baby.

## Historia
Ana Toscano y Jesús La Casa fundan la empresa en septiembre de 2002, aunque su lanzamiento oficial se realiza en enero en la Feria Internacional del bebé. (2003, Valencia).
La idea de negocio surge en Ana cuando un conocido le plantea el riesgo que corren los niños pequeños cuando juegan cerca de la piscina. Ana, que trabaja en una empresa de electrónica familiar,  acude al departamento de I+D y junto al equipo de ingenieros diseña y fabrica un sistema de alarma electrónico que avisa si un niño cae al agua.
Una vez que el producto  está terminado, Ana se lo entrega a sus amigos para que lo prueben. Los resultados son excelentes y generan mucha demanda de otros conocidos. Es entonces cuando Ana ve una oportunidad de negocio y le propone a Jesús que se asocie con ella en este proyecto y juntos fundan Asalvo, una empresa que busca cubrir las necesidades de seguridad infantil. Un ámbito empresarial que hasta entonces no estaba muy presente en España aunque sí en países del norte de Europa y Estados Unidos.
En 2002 Asalvo gana varios concursos empresariales a nivel nacional e internacional y genera mucha repercusión mediática. Galardones:
Primer premio en el IV Concurso de proyectos empresariales, enero de 2002. Reconocimiento local que le concede las instalaciones con las que inicia su actividad.
Primer premio a la idea empresarial en el  I Certamen de Creación de empresas “Emprende”, julio de 2002. Organizado por la Confederación de Empresarios de Andalucía  (CEA).
Primer premio en el Certamen Emprende, noviembre de 2002 organizado por la Cámara de Comercio de Madrid.
Segundo premio en el Certamen internacional Eurowards, noviembre de 2002 celebrado en Bélgica. Es la única compañía que representa a España en el apartado Idea de Negocio. Obtiene el 2º puesto a  nivel europeo.
En 2004 amplía su gama de productos introduciendo nuevas referencias pero siempre enfocadas a la seguridad. Suelos de caucho, contenedores de pañales, cunas y otros productos fabricados con maderas inastillables, son algunos de ellos. Así consigue abrirse a nuevos canales de distribución como guarderías, hospitales, residencias y centros de estancia.
Con la finalidad de acercarse a su público objetivo y crear un vínculo que le permita diseñar productos cada vez más adaptado a las necesidades de los clientes, funda en 2005 el Club Asalvo consiguiendo la implicación de buen número de usuarios.  Es en este espacio donde se fraguan los catálogos, se decide la estética de productos y se realizan bancos de prueba con los nuevos artículos. Hoy en día este club sigue funcionando y tiene un gran número de asociados.
En 2006 amplía su gama de productos  infantiles, incorporando carritos de bebé y sillas de paseo pero siempre con productos que incluyen un plus de seguridad a lo que el mercado ofrece.
En 2007 Asalvo se abre a la distribución masiva fabricando la marca propia de los productos de puericultura de las principales grandes superficies nacionales e internacionales como Carrefour o Toys R Us. Asalvo desarrolla los artículos para este canal adaptándose a los requerimientos técnicos y estéticos que permitan adaptarse a las exigencias económicas del público objetivo de este sector. Este nuevo canal obliga a la empresa a redimensionarse, ampliando sus plantas de producción.
En 2009 comienza su proceso de expansión internacional, introduciéndose en el mercado Iberoamericano y Europeo.
En 2011 se añaden dos nuevas marcas a la familia Asalvo: First Step y Bebé Actual.
En 2013 amplía instalaciones y se mueve a un edificio más grande en Alcalá de Guadaíra, Sevilla, para responder al crecimiento de su producción.
En 2017 Asalvo recibe el Premio Andalucía Excelente en Internacionalización (enlace roto disponible en Internet Archive; véase el historial, la primera versión y la última). y el Premio Estrella de Oro a la Excelencia Profesional Archivado el 13 de marzo de 2018 en Wayback Machine.
En 2017 trasladán a una nueva sede con más de 20.000 metros², también en Alcalá de Guadaíra, Sevilla desde donde darán servicio a toda el área nacional y desde donde se gestionaran las exportaciones.
En la actualidad, sus cinco marcas se distribuyen dentro y fuera de España, cada una con su público estratégico y con sus diferentes objetivos.

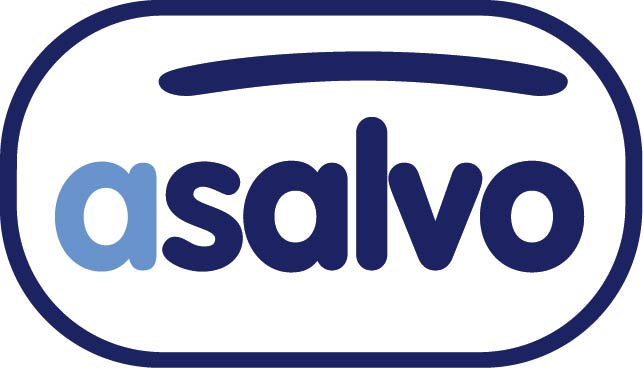
Logo Asalvo
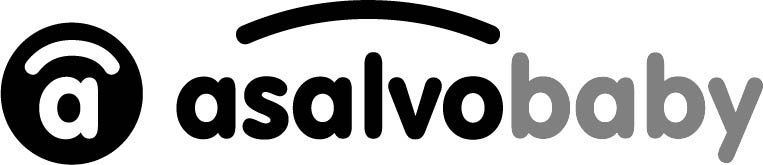
Logo Asalvo Baby
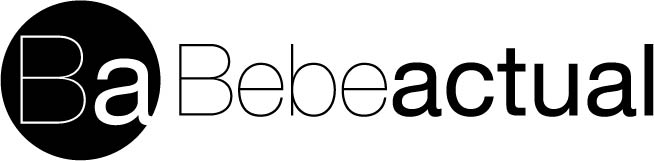
Logo Bebé Actual
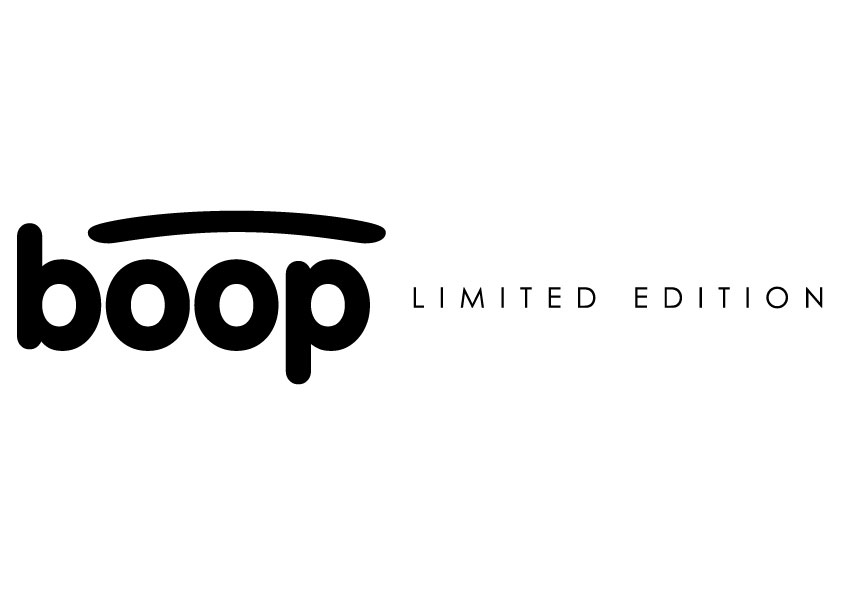
Logo Boop
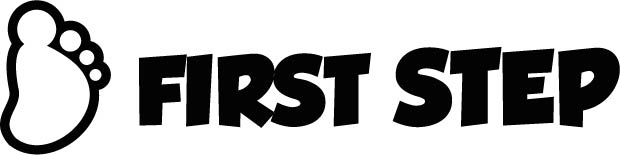
Logo First Step

## Eventos y ferias de puericultura
Desde su constitución, Asalvo acude anualmente a la Feria Internacional del bebé. Que se organiza en España en Valencia y Madrid.
Ha estado presente en ferias nacionales e internacionales de equipamiento escolar, juguete y niños.
Asalvo participa anualmente en Los Showrooms de puericultura Madrid (2012, 2013, 2014, Madrid) organizados por IFEMA en los que muestra sus productos y novedades a los profesionales del sector.
Expone en el evento anual de puericultura más importante de Europa: Kind + jugend (2014, Colonia). Alemania
Asalvo también está presente en otras ferias internacionales como: Hong Kong Baby Products Fair (Hong Kong) China, y The Kids Show (Las Vegas) Estados Unidos. Y en ferias destinadas al público final como Bebés y Mamás (Barcelona y Madrid) España.

## Canales de distribución
La compañía cuenta actualmente con varios canales de distribución. Los más importantes  son las grandes superficies, las tiendas especializadas en maternidad y bebé, las tiendas en línea de productos de puericultura, y empresas de equipamiento en general, tanto a nivel nacional como internacional.

## Premios
Premio Andalucía Excelente en Internacionalización
Estrella de Oro otorgado por el Instituto para la Excelencia Profesional

## Productos
Los sectores en los que Asalvo participa son:
Puericultura Rodante: Carritos de bebés, cochecitos de bebés y sillas de paseo.
Puericultura Pesada: cunas de viaje, parques, tronas, hamacas, barreras.
Seguridad: sillas de auto y sistemas de retención infantil, seguridad para el hogar.
Higiene y cosmética: bañeras, contenedores de pañales, orinales.
Mobiliario: cunas, minicunas, parques.
Juguetes: andadores, saltadores.

## Responsabilidad Social Corporativa
Asalvo destina parte del beneficio de la venta de sus productos a programas de educación llevados a cabo por Intermón Oxfam.
A sí mismo la compañía colabora con la Asociación Enfermos sin Fronteras para mejorar las condiciones de vida de personas que lo necesitan.
Asalvo colabora activamente con AIJU: entidad sin ánimo de lucro, fundada en 1985, cuya labor principal es potenciar la investigación, la seguridad y la calidad en todos los sectores de producto infantil y ocio.
También participa en la creación y difusión de estudios acerca de la seguridad infantil.
Asalvo forma parte de  ASEPRI, Asociación Española de Productos para la Infancia, que defiende los intereses comunes de las empresas del sector, desarrolla nuevos productos y realiza estudios de interés general para el sector.